# 's-Gravenhaagsche Melkinrichting De Sierkan

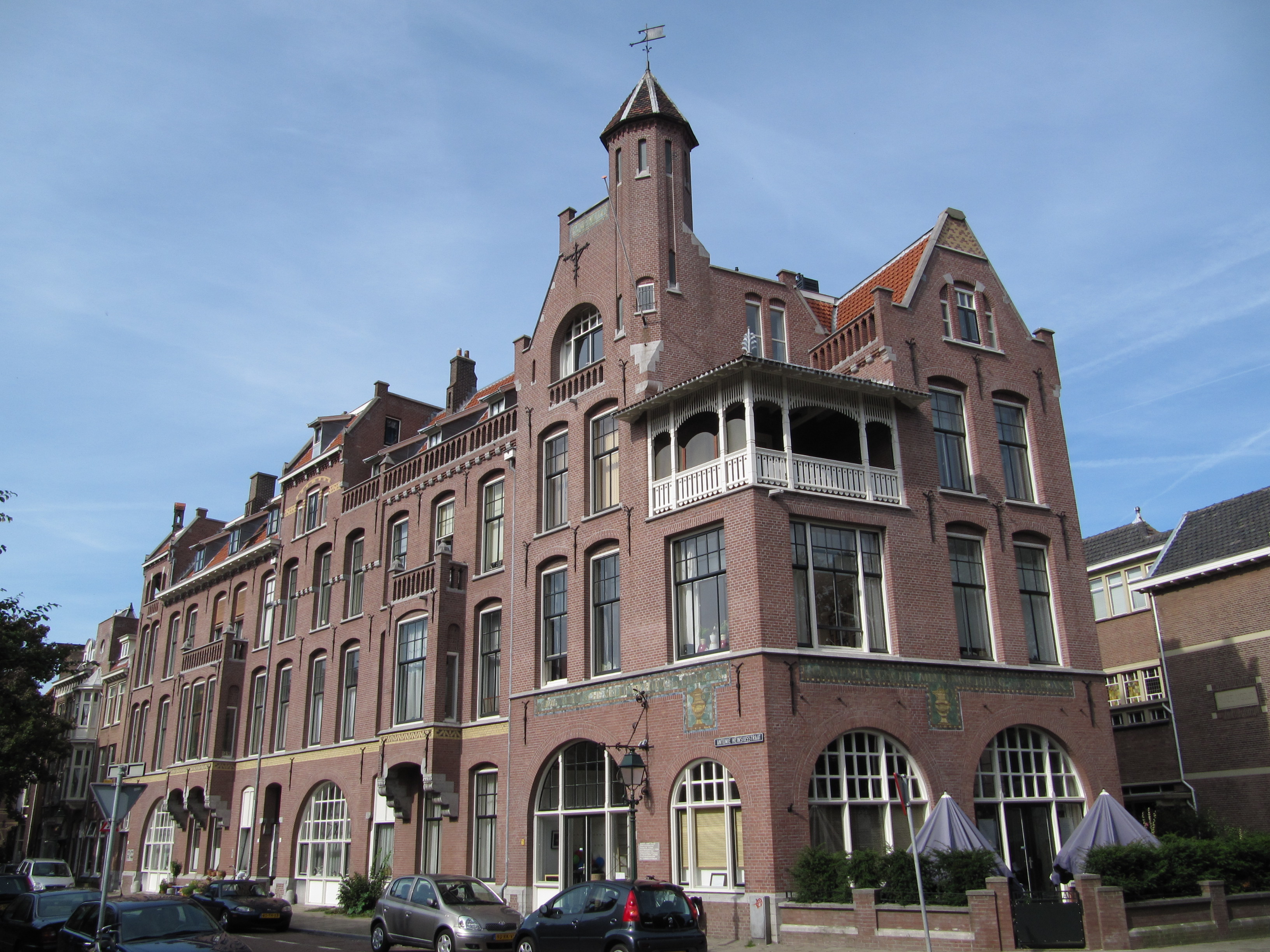
Voormalig hoofdgebouw uit 1904, in 1987 gerenoveerd tot groepswoning voor ouderen.

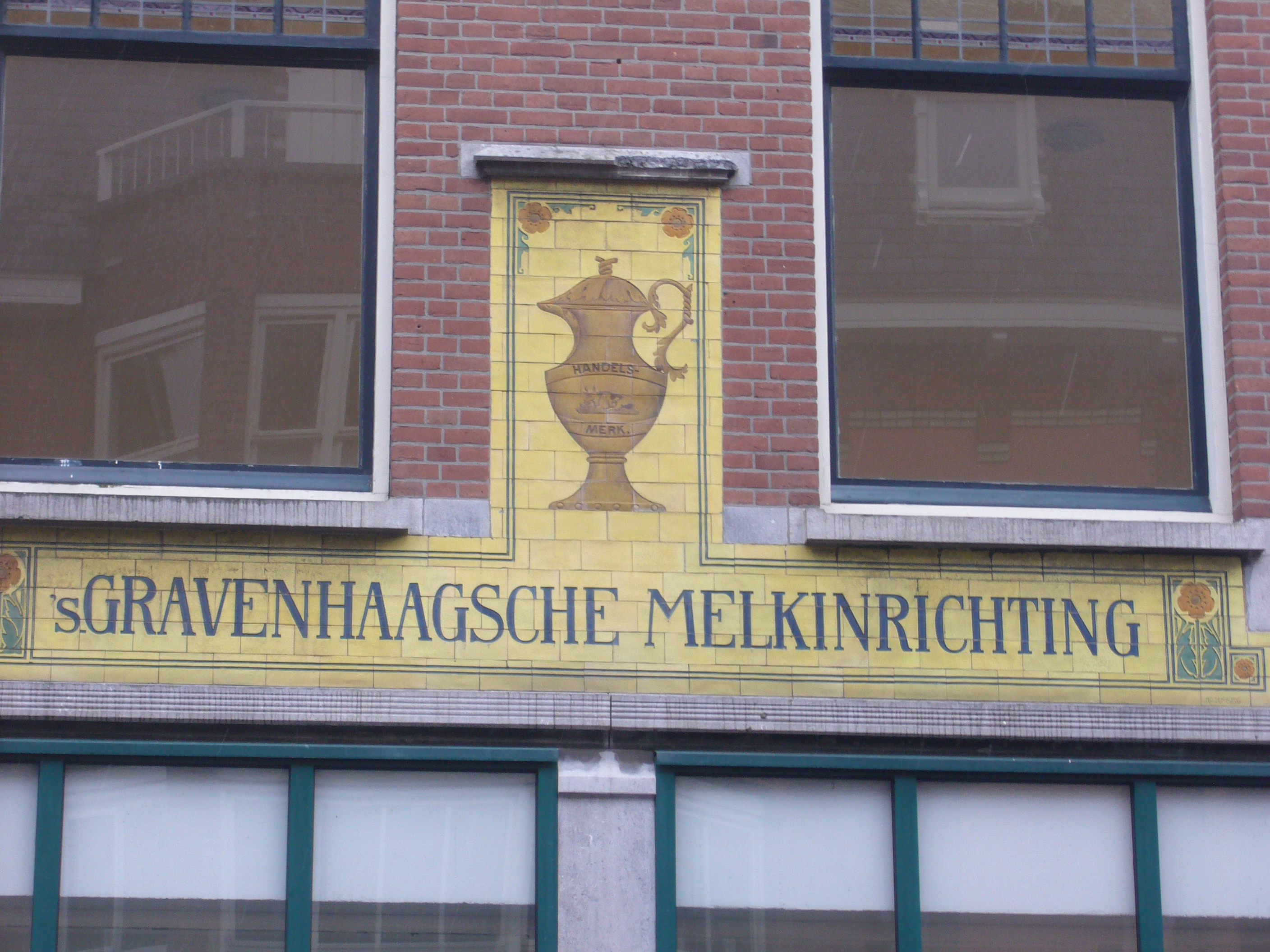
Gevel van de winkel in de Frederik Hendriklaan, hoek Bentinckstraat

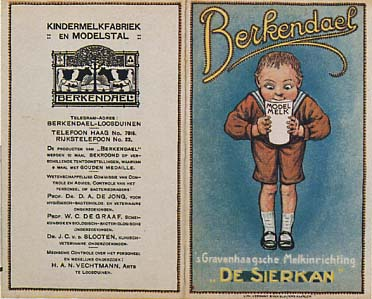
Poster uit 1912 van kindermelkfabriek Berkendael

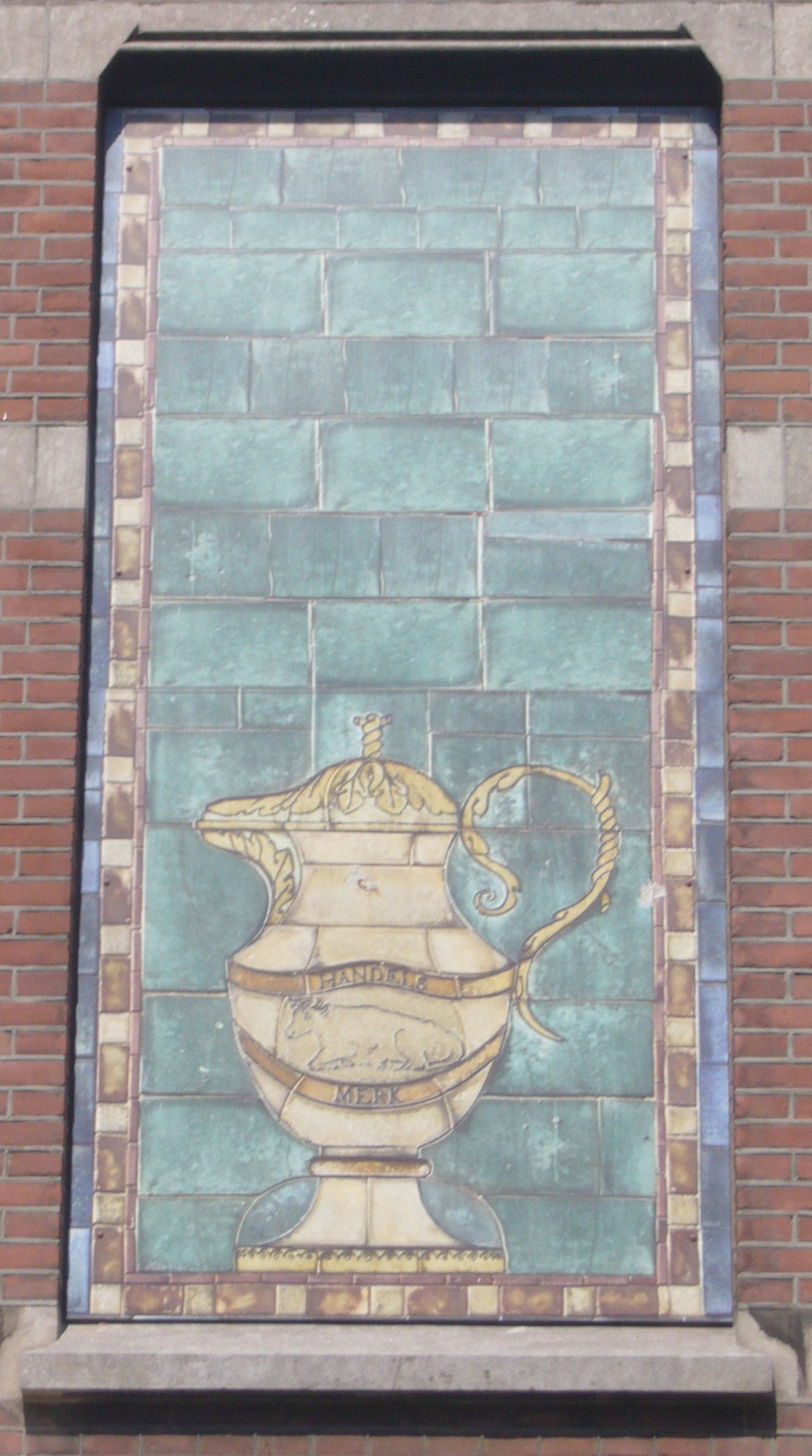
Tegeltableau in de Elandstraat

De  's-Gravenhaagsche Melkinrichting De Sierkan was een zuivelfabriek te Den Haag. Ze bestond meer dan tachtig jaar, van de oprichting in 1879 tot de overname door de Coöperatieve Melk Centrale (CMC) in 1961.

## De eerste jaren
Zolang de steden klein waren, was de toevoer van verse melk geen probleem, maar in de 19e eeuw werd de stad uitgebreid, en onder andere het Willemspark en de Archipelbuurt werden aangelegd. Tegen het einde van de 19e eeuw vonden apotheker Mouton, enkele collegae en Koentz, een gepensioneerde officier dat de kwaliteit van de melk toch vaak te wensen overliet. Zij hebben Melkinrichting De Sierkan opgericht.
Na het overlijden van Koentz in januari 1915 kwam de directie in handen van de heren L.D. Huisman en Koning. Huismans vader F.J. Huisman werd later bedrijfsleider aan de Lulofsstraat, maar werkte toen nog op de Nieuwe Haven, waar L.D. Huisman geboren werd en in de fabriek opgroeide.
Het hoofdkantoor bleef in de Nieuwe Havenstraat, waar ook de wagenmakerij en de koperslagerij waren. Hier werden de koperen kannen gemaakt. Tijdens de oorlog werden deze in beslag genomen en omgesmolten voor de munitieproductie.
Melk werd tijdens de eerste jaren bij de boeren opgehaald en naar de fabriek in de stad gebracht. In 1917 besloten Huisman en Koning dat het beter was melkontvangstpunten buiten de stad op te richten. Hiertoe werd een gebouw in Alphen aan den Rijn aangeschaft en in 1920 in Bodegraven. Van daaruit werd de melk per boot naar de fabrieken in de stad gebracht, en ook naar Rotterdam en later naar Haarlem. Vanaf de fabrieken werd de melk in een tank door paard en wagen naar de uitgiftepunten (later winkels) gebracht.
In 1922 werd de laatste melkfabriek geopend. Deze was aan de Lulofsstraat bij de Laakhaven. Er werd ook boter, room en karnemelk gemaakt. In 1937 kwam er een flessenfabriek naast. Na de oorlog werd er met een tweeploegendienst gewerkt.

## Uitbreiding
Naarmate Scheveningen en Den Haag groter werden, was er steeds meer melk nodig. In het jaar van de oprichting verwerkte De Sierkan 900 000 liter melk. Vijftig jaar later waren er meer dan 50 uitgiftepunten en werd er 37 000 000 liter verwerkt.
De belangrijkste uitgiftepunten waren:
- 1879: Nieuwe Haven 95
- 1884: Van Galenstraat 34-40, het eerste filiaal
- 1893: Conradkade
- 1895: Keizerstraat in Scheveningen
- 1897: Van den Boschstraat in het Bezuidenhout
- 1898: Maaswijkstraat in Scheveningen
- 1904: Stadhouderslaan, hoek Antonie Heinsiusstraat, in het Statenkwartier, gebouwd naar ontwerp van J.F.L. Frowein, in 1987 gerenoveerd, werd groepswonen voor ouderen
- 1910: Frederik Hendriklaan 80, hoek Bentinckstraat in het Statenkwartier, later Albert Heijn
- 1911: Delftselaan
- 1920: Loosduinseweg
- 1927: Geraniumstraat in de Bloemenbuurt

Er waren ook melkdepots en uitgiftepunten in de Atjehstraat, Berkendael, Eerste Van der Kunstraat (met ijsfabriek, later Ermi ijs), Laan van Meerdervoort (hoek Beeklaan), Maaswijckstraat, Schoolstraat, Valeriusstraat en de Watervlierstraat. Daarnaast ook in Alphen aan den Rijn, Delft, Haarlem, Rotterdam, Voorburg en Wassenaar.
Na 1945 was er een fusie met de Residentie Melkinrichting (RMI).

## Berkendael
De Sierkan had op Berkendael in Kerketuinen een modelboerderij, waar ook speciale melk voor kinderen werd gemaakt.